# Speak & Spell
Speak & Spell è il primo album in studio del gruppo musicale britannico Depeche Mode, pubblicato il 5 ottobre 1981 dalla Mute Records.

## Descrizione
Gli undici brani che compongono il disco sono stati scritti in gran parte da Vince Clarke. Fanno eccezione Tora! Tora! Tora! e la strumentale Big Muff, composte da Martin Gore, il quale sarebbe divenuto il principale compositore del gruppo a seguito dell'abbandono di Clarke avvenuta poco tempo dopo l'uscita dell'album. All'interno di Speak & Spell figura inoltre una nuova incisione di Photographic, il primo brano mai composto dai Depeche Mode e la cui versione originale appare nella raccolta Some Bizzarre Album.
La copertina mostra un cigno astratto sopra un nido, circondato da uno sfondo rosso.
Nel 2005, in un'intervista concessa al programma Popworld di Channel 4, Gore e Andrew Fletcher hanno dichiarato entrambi che What's Your Name? è il brano peggiore in tutta la carriera del gruppo.

## Promozione
La pubblicazione di Speak & Spell venne anticipata dai singoli New Life, presentato nella metà del giugno 1981, e Just Can't Get Enough, uscito il 7 settembre.
Il disco fu reso disponibile su vinile e audiocassetta il 5 ottobre 1981 attraverso la Mute Records nel mercato britannico e il giorno successivo attraverso la Sire Records in quello statunitense. Entrambe le edizioni differiscono per la lista tracce su lato A: quella britannica figura la presenza di I Sometimes Wish I Was Dead, sostituita da Dreaming of Me in quella statunitense. Verso la fine degli anni ottanta, l'album è stato ripubblicato su CD con l'aggiunta di cinque bonus track, mentre nel 2006 è uscita un'edizione rimasterizzata con l'aggiunta di un DVD.
Per promuovere l'album i Depeche Mode intrapresero il 1981 Tour, partito il 3 gennaio 1981 dal Crocs di Rayleigh, e conclusosi il 3 dicembre dello stesso anno al TVS TV Show di Chichester.

## Tracce
Testi e musiche di Vince Clarke, eccetto dove indicato.

### Edizione britannica
1. New Life – 3:43
2. I Sometimes Wish I Was Dead – 2:14
3. Puppets – 3:55
4. Boys Say Go! – 3:03
5. Nodisco – 4:11
6. What's Your Name? – 2:41
7. Photographic – 4:44
8. Tora! Tora! Tora! – 4:34 (Martin Gore)
9. Big Muff – 4:20 (musica: Martin Gore)
10. Any Second Now (Voices) – 2:35
11. Just Can't Get Enough – 3:40

Tracce bonus nella riedizione CD del 1988
1. Dreaming of Me – 4:03
2. Ice Machine – 4:05
3. Shout – 3:46
4. Any Second Now – 3:08
5. Just Can't Get Enough (Schizo Mix) – 6:44

### Edizioni europea e statunitense
1. New Life – 3:56 – Remix[4]
2. Puppets – 3:57
3. Dreaming of Me – 3:42
4. Boys Say Go! – 3:04
5. Nodisco – 4:13
6. What's Your Name? – 2:41
7. Photographic – 4:58
8. Tora! Tora! Tora! – 4:24 (Martin Gore)
9. Big Muff – 4:21 (musica: Martin Gore)
10. Any Second Now (Voices) – 2:33
11. Just Can't Get Enough – 6:41 – Schizo Mix[4]

### Edizione rimasterizzata
SACD (Europa)/CD (Stati Uniti)
1. New Life – 3:46
2. I Sometimes Wish I Was Dead – 2:18
3. Puppets – 3:56
4. Boys Say Go! – 3:08
5. Nodisco – 4:15
6. What's Your Name? – 2:45
7. Photographic – 4:43
8. Tora! Tora! Tora! – 4:38 (Martin Gore)
9. Big Muff – 4:24 (musica: Martin Gore)
10. Any Second Now (Voices) – 2:35
11. Just Can't Get Enough – 3:44
12. Dreaming of Me – 4:03

DVD
- A Short Film

1. Depeche Mode: 1980-81 (Do We Really Have to Give Up Our Day Jobs?) – 28:24

- Speak and Spell in 5.1 and Stereo

1. New Life – 3:46
2. I Sometimes Wish I Was Dead – 2:18
3. Puppets – 3:57
4. Boys Say Go! – 3:07
5. Nodisco – 4:15
6. What's Your Name? – 2:45
7. Photographic – 4:45
8. Tora! Tora! Tora! – 4:36 (Martin Gore)
9. Big Muff – 4:24 (musica: Martin Gore)
10. Any Second Now (Voices) – 2:35
11. Just Can't Get Enough – 3:44
12. Dreaming of Me – 4:03

- Additional Tracks

1. Ice Machine – 4:05
2. Shout – 3:46
3. Any Second Now – 3:08
4. Just Can't Get Enough (Schizo Mix) – 6:44

## Formazione
Hanno partecipato alle registrazioni, secondo le note di copertina:
Gruppo
- Dave Gahan – sintetizzatore, voce
- Vince Clarke – sintetizzatore, voce
- Martin Gore – sintetizzatore, voce
- Andrew Fletcher – sintetizzatore, voce

Produzione
- Depeche Mode – produzione
- Daniel Miller – produzione
- Eric Radcliffe – ingegneria del suono
- John Fryer – ingegneria del suono
- Brian Griffin – fotografia

## Classifiche
| Classifica (1981-2021) | Posizione massima |
| ---------------------- | ----------------- |
| Australia              | 28                |
| Francia                | 19                |
| Germania               | 49                |
| Grecia                 | 47                |
| Italia                 | 99                |
| Nuova Zelanda          | 45                |
| Regno Unito            | 10                |
| Spagna                 | 23                |
| Stati Uniti            | 192               |
| Svezia                 | 21                |

## Riconoscimenti
- NME – The NME's 20 Near-As-Dam-It Perfect Initial Efforts!